# Беньямін Канурич
Беньямін Канурич (нім. Benjamin Kanuric, нар. 26 лютого 2003, Енс) — австрійський футболіст, півзахисник «Армінії» (Білефельд).

## Клубна кар'єра
Народився 13 лютого 2001 року в місті Енс. Вихованець юнацьких команд футбольних клубів ЛАСК, «Ред Булл Зальцбург», «Ліферінг», «Дойц» та «Рапід» (Відень). З 2019 року став виступати за резервну команду «Рапіда».
31 липня 2021 року в матчі австрійської Бундесліги проти ЛАСКа (1:1) Канурич дебютував за першу команду віденців.

## Виступи за збірну
З 2017 року Канурич залучався до юнацьких збірних Австрії різних вікових категорій.